# 442 (tal)
442 är det naturliga talet som följer 441 och som följs av 443.

## Inom vetenskapen
- 442 Eichsfeldia, en asteroid.

## Inom matematiken
- 442 är ett jämnt tal.
- 442 är ett sammansatt tal.
- 442 är ett sfeniskt tal.[1]